# Peperomia acreana
Peperomia acreana är en pepparväxtart som beskrevs av C. Dc.. Peperomia acreana ingår i släktet peperomior, och familjen pepparväxter. Inga underarter finns listade i Catalogue of Life.